# Đorđe Brujić
Đorđe Brujić (Karlovac, 1967.), književnik. Objavljuje poeziju, prozu i književnu kritiku.

## Djela
Do sada objavio knjige poezije:
- "Novi pusti dani", Obodsko slovo, Podgorica, 1996.
- "Strah od šuma", Narodna knjiga, Beograd, 2001.
- "Uputstvo za putovanje", SKD Prosveta, Zagreb, 2004.
- "Kuća na ledu", Udruženje književnika Crne Gore, Podgorica, 2008.
- "Ulica za samoću", Književna zadruga Srpskog narodnog vijeća, Podgorica, 2011.

Priredio "Izbor iz savremene poezije Srba iz Hrvatske", Knjiga Stvaranja, Podgorica, 2002.